# Jean Manzon
Jean Manzon (Paris, 2 de fevereiro de 1915 - Reguengos de Monsaraz, 1 de julho de 1990) foi um fotógrafo francês radicado no Brasil que inovou o fotojornalismo brasileiro.

## Biografia

Retrato sob a guarda do Arquivo Nacional (Brasil).

Jean Manzon inicia sua carreira atuando como repórter fotográfico da revista francesa Paris Soir. Em 1938, integra também a equipe da Match, periódico francês de grande tiragem. Viaja para o Brasil em 1940, fixa-se no Rio de Janeiro, onde atua em publicações dos Diários Associados, principalmente na revista O Cruzeiro, e depois na revista Manchete 
Jean Manzon foi o grande responsável pela formação de uma equipe de fotógrafos que, afinal, foram os pioneiros do fotojornalismo moderno no Brasil. Responsável pela organização do Setor de Fotografia do Departamento de Imprensa e Propaganda (DIP) do governo de Getúlio Vargas, Manzon tinha a função de produzir material para a divulgação da imagem do Brasil, no país e no exterior. Permaneceu no DIP até 1943, quando se transferiu para O Cruzeiro.
Suas primeiras reportagens seguiam o padrão tradicional da revista, submetendo suas fotografias à diagramação utilizada até então. Não tardou para que Manzon ditasse novos rumos para a imprensa da época. Segundo Helouise Costa, “é como se Jean Manzon tivesse esperado o momento certo para implantar uma fórmula há muito concebida: a das fotorreportagens de Paris Match” (Costa, 1998:141).
Durante seu período trabalhando para O Cruzeiro (1943-1951), Manzon produziu 346 fotorreportagens, impressas em 72% dos exemplares publicados ao longo de sua permanência na revista. Grande parte das matérias foram feitas em parceria com David Nasser, que se ocupava dos textos.
Helouise Costa separa sua vasta produção n’O Cruzeiro em quatro vertentes: política, personalidades, religião e realidade brasileira. Deste último tópico fazem parte as inúmeras fotorreportagens que ele publicou sobre índios brasileiros:
Embora esse tema tenha se tornado um forte filão, explorado por vários fotógrafos de O Cruzeiro ao longo das décadas de 1940 e 50, Jean Manzon é o pioneiro dessa ideia que se inicia com sua famosa reportagem intitulada “Enfrentando os chavantes!”. O sobrevôo de uma aldeia xavante, nunca antes contatada, permitiu a Manzon tirar fotos que iriam causar grande sensação, não só no Brasil como no exterior. (Costa, 1998:143)
Manzon passou a visitar com frequência a terra dos Kalapalo, Kamaiurá e Xavante. Em suas imagens tudo aparenta ser cuidadosamente arquitetado. Com um teor sensacionalista, os personagens congelam-se em gestos significativos e a luz compõe o espaço de forma dramática: os personagens e os elementos da imagem preenchem a totalidade do quadro fotográfico, passando uma ideia de plenitude, de que as situações se completam em si mesmas. As imagens são destituídas de um caráter documental. Antes, revelam um momento ideal, que transcende uma situação específica e torna-se a cristalização de uma proposta.
Dessa forma, Jean Manzon deu concretude visual a um conjunto de ideias pré-concebidas sobre o Brasil, provenientes de várias fontes: o programa do Estado Novo, as diretrizes da arte de cunho social e as ideias engendradas no seio da intelectualidade modernista (Costa, 1998).
Em 1950, ainda em O Cruzeiro, Manzon publicou dois livros: Mergulhos na Aventura, em parceria com David Nasser, composto pelo material publicado na revista; e Flagrantes do Brasil (Ed. Bloch), onde apresenta uma compilação do seu acervo, composto por centenas de imagens preto-e-branco de temáticas diversas, criando uma narrativa de cunho nacionalista e integracionista. São fotografias de povos indígenas, habitantes do sertão, paisagens litorâneas e metropolitanas: uma sociedade múltipla, todavia integrada pela construção de um novo Estado brasileiro.
Neste último livro, algumas legendas revelam um caráter ideológico evidente: “Índios, brancos e negros – três raças fortes – construíram quatro séculos de história brasileira. Irmanados enfrentaram as florestas, ergueram cidades, irmanados vêm lutando…”
Em 1952, funda a Jean Manzon Produções, através da qual chegou a realizar cerca de 900 documentários, a maioria deles sobre o Brasil.
Mas não foi apenas o Brasil que se encantou com o cinema de Jean Manzon. Dos onze prêmios nacionais e internacionais recebidos, alguns alcançaram as telas e críticas internacionais como: “Samba fantástico” - 1955 em Cannes, “Amazônia”- 1958 Leão de Ouro da Bienal Internacional de Veneza – “Uma canção brasileira”- 1980 Medalha de ouro na China, “Brasil terra de contrastes” – 1983 aplaudido no Lincon Center em Nova Iorque, “O novo Brasil” – 1990 “Award Festival Industrial” de Chicago pelo seu último trabalho.
Vale lembrar que o acervo Jean Manzon é um dos maiores patrimônios cinematográficos de preservação da história e da memória no Brasil e em toda América Latina produzido por um só artista.
Colaborou com a agência Magnum e atuou como diretor provisório da revista Paris Match de 1968 a 1972. Faleceu em Monsaraz, Portugal em 1990.
Seu acervo de 8300 negativos 6×6, do período de 1946 a 1990, bem como 752 documentários de sua autoria, encontrava-se sob os cuidados da Cepar Cultural. Hoje o paradeiro de seu acervo está oculto e o site encontra-se desativado.
Casou-se duas vezes e teve dois filhos, Jean Pierre e Louise Charlotte Aimée.

## Videografia
- Primeiras imagens de Brasília[2]